# Radnice v Oslu
Radnice v Oslu (norsky: Oslo rådhus) je sídlem městské rady, městské administrativy a dalších různých městských organizací. Budova byla postavena v letech 1931 až 1950 a navrhli ji architekti Arnstein Arneberg a Magnus Poulsson. Radnice se nachází v centru města a svým čelem směřuje k zátoce Pipervika, která je součástí Oslofjordu.
Radnice je postavena z červených cihel a má dvě věže – nižší věž je vysoká 63 metrů, vyšší 66 metrů. Ve východní věži se nachází 49 zvonů. Cihly, které byly na stavbu radnice použity, jsou menší, než bylo tehdy obvyklé, zároveň jsou ale přibližně stejně velké jako cihly, které se používaly ve středověku. Cihly mají rozměry přibližně 27,5 x 13 x 8,5 centimetru a vyrobila je cihelna Hovin Teglverk. V budově radnice se pořádají různé akce a ceremoniály – nejznámějším z nich je udílení Nobelovy ceny za mír, které se zde koná každý rok v prosinci.

## Dřívější radnice

### Stará radnice(Gamle rådhus)

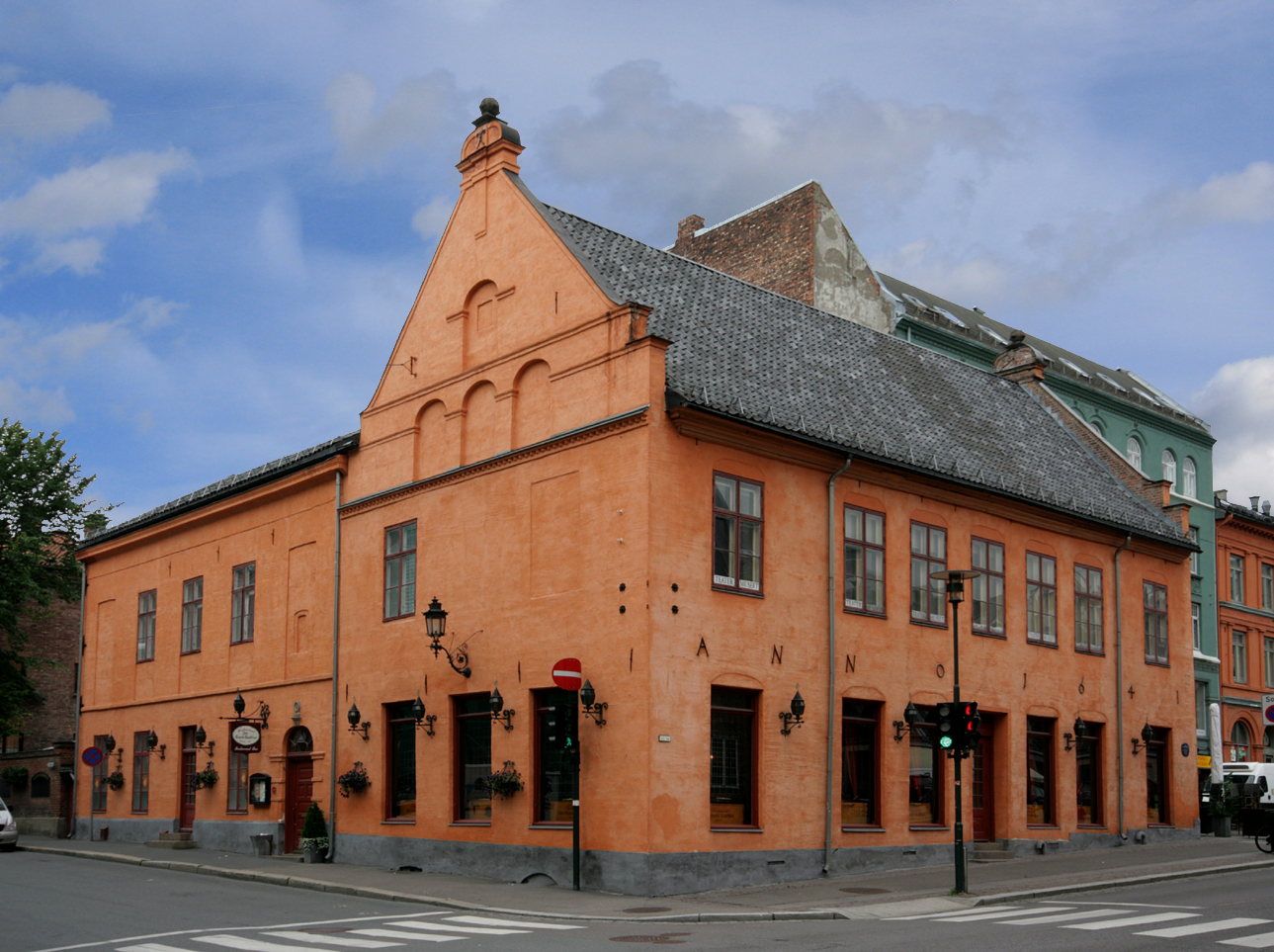
Gamle rådhus, bývalá radnice Osla

V roce 1624 postihl Oslo požár, který celé staré město zničil. Král Kristián IV. poté rozhodl, že nové město nebude postaveno na stejném místě, ale severně od pevnosti Akershus. Nové město bylo postaveno s širokými pravoúhlými ulicemi a pro stavbu radnice se vymezil prostor na adrese Nedre Slottsgate 1, mezi ulicemi Rådhusgaten a Øvre Slottsgate. Tato radnice, které se dnes říká Stará radnice (norsky: Gamle rådhus), byla dokončena v roce 1641. V roce 1733 byla pro funkci radnice vybrána nová budova sídlící na adrese Rådhusgaten 7. Tato budova však později začala být pro své účely příliš malá, a stále rostoucí administrativa se proto přemístila do různých prostor po celém městě. Původní Stará radnice se na svém místě stále nachází.

## Nová radnice

### Historie
S nápadem postavit u zátoky Pipervika zcela novou radnici přišel jako první architekt Oscar Hoff v roce 1906, z plánů však sešlo. Myšlenku nové radnice oživil v roce 1915 tehdejší již bývalý starosta Osla Hieronymus Heyerdahl. Během Jubilejní výstavy, která se konala v osloské čtvrti Frogner v roce 1914, si Heyerdahl uvědomil, že městu chybí řádná reprezentativní radnice, ve které by mohli být uvítáni hosté města. Uspořádal proto architektonickou soutěž, které se zúčastnilo celkem 44 návrhů. V roce 1918 byl vybrán vítězný projekt, jehož autory byli Arnstein Arneberg a Magnus Poulsson.
Inspirací pro návrh osloské radnice byla architektům radnice ve Stockholmu v sousedním Švédsku, kterou navrhl Ragnar Östberg. Právě Östberg byl součástí poroty, která vítězný návrh na osloskou radnici vybírala. Členem této poroty byl také Martin Nyrop, autor radnice v Kodani, která byla rovněž navržena jako monumentální cihlová stavba.
Pro stavbu osloské radnice zpočátku chyběly finanční prostředky, začátek stavby se tedy odsouval a architekti mezitím v návrhu provedli několik úprav. Finální projekt, který představili v roce 1930, byl ovlivněn funkcionalismem a od původní návrhu se výrazně lišil, zejména díky dvěma věžím, které byly do návrhu přidány.
Ceremoniál u příležitosti položení základního kamene proběhl v září 1931 a účastnil se jej i král Haakon VII. a korunní princ Olaf. Stavební práce ve skutečnosti započaly až v únoru 1933. Několik okolních budov bylo z důvodu stavby radnice strženo. Uzavřen musel být i městský zábavní park Tivoli, protože město mělo nový územní plán, který některé pozemky určil k prodeji za účelem získání finančních prostředků na stavbu radnice.
Plášť budovy byl dokončen v listopadu 1936. V roce 1940, kdy bylo Norsko okupováno Německem a stavba byla pozastavena, byly již v provozu kancelářské prostory na několika patrech. Po válce stavební práce pokračovaly. V roce 1947 byly již kancelářské prostory plně využívány a stavba byla dokončována.
Radnice byla oficiálně otevřena 15. května 1950 u příležitosti 900. výročí města. Skladby pro oslavy otevření radnice napsali skladatelé Ludvig Irgens-Jensen, Eivind Groven a Karl Andersen.
V době otevření radnice již nebyl její architektonický styl populární. Oproti oceli a sklu, které byly tehdy architekty považovány za moderní materiály, byly cihly ostrým kontrastem, a žádné další budovy ve stylu radnice poté již postaveny nebyly.

### Výzdoba
Na výzdobu radnice bylo v lednu 1937 uspořádáno několik soutěží. Najato bylo celkem 8 malířů a 17 sochařů. Většina prací byla dokončena před otevřením radnice, okolní park se sochami byl dokončen v 60. letech.

### Exteriér
Západní zdi budovy dominuje socha od Anne Grimdalenové, která zobrazuje krále Haralda III. posazeného na koni. Přední část budovy zdobí socha patrona města, sv. Hallvarda, jejímž autorem je Nic Schiøll. Dále se zde nacházejí barevné reliéfy od Dagfina Werenskiolda, které zobrazují výjevy ze starodávné sbírky písní Poetická Edda. Bronzový reliéf nad vstupem vytvořil Joseph Grimeland, který je rovněž autorem sochy Oslopike („Osloská dívka“) nacházející se vysoko nad vchodem. Na prostranství před radnicí stojí šest samostatných soch zobrazujících dělníky, kteří budovu postavili. Autorem těchto soch je Per Palle Storm.

### Hlavní síň
Výzdobu hlavní síně provedli Henrik Sørensen a Alf Rolfsen. Hlavní síň je 31 metrů široká, 39 metrů dlouhá a přibližně 21 metrů vysoká. Podlaha a části stěn jsou obloženy mramorem. Na zdech místnosti se nachází několik maleb zobrazujících Norsko a Oslo v meziválečném období a v době německé okupace. Dále tyto malby zobrazují nárůst komerčních aktivit ve městě, vzestup labouristického hnutí, různé panovníky a také sv. Hallvarda.

### Síň městské rady

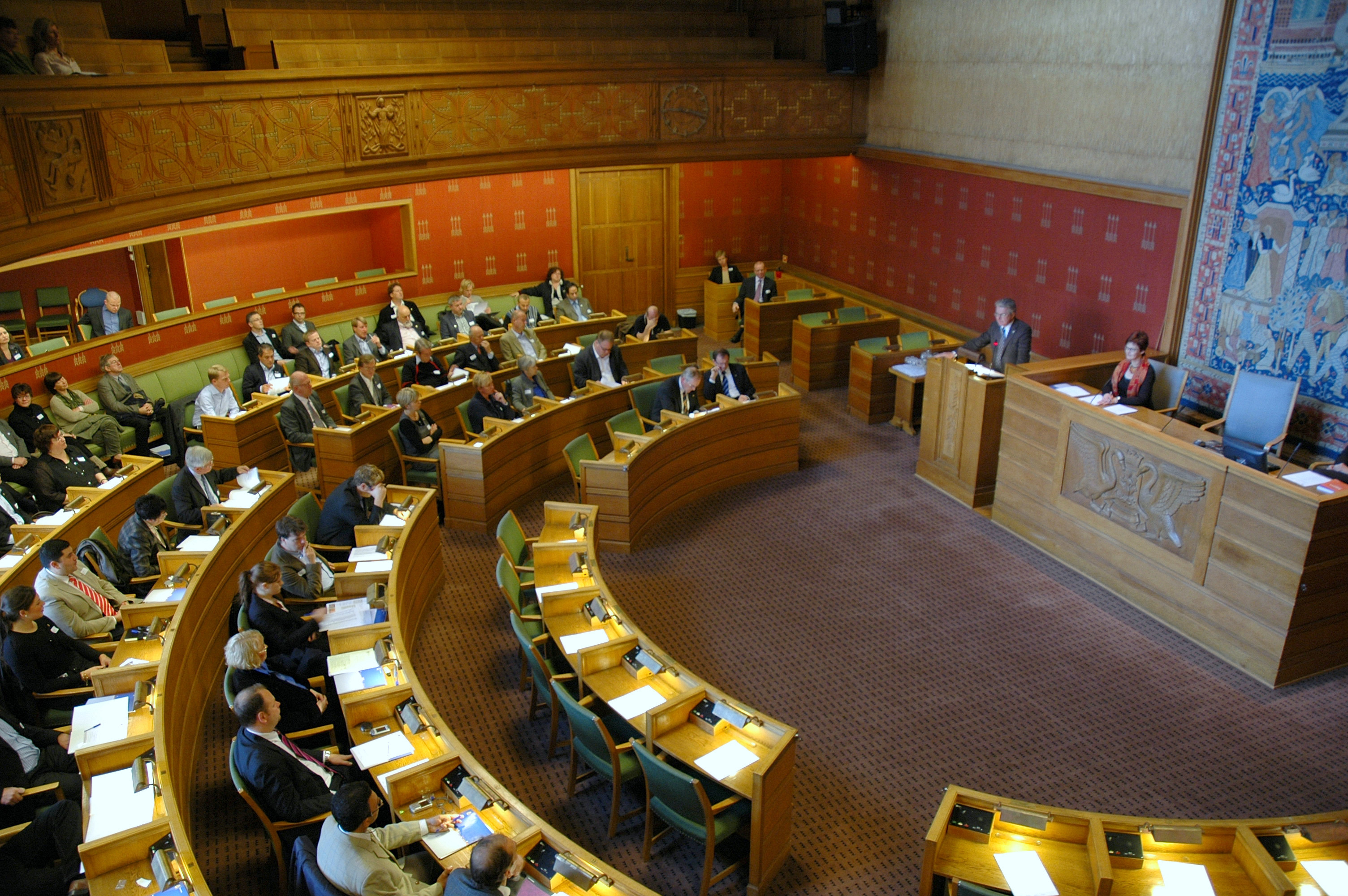
Síň městské rady

Síň, ve které se schází městská rada (norsky: Bystyresalen), má půlkruhový tvar a je obložena dubovým dřevem a tapiseriemi. Nejpatrnější tapiserii navrhla Else Poulssonová, neteř architekta Magnuse Poulssona, spoluautora radnice. Tato tapiserie, kterou utkala Else Hallingová, zobrazuje sv. Hallvarda a sedm ctností.

## Udílení Nobelovy ceny
10. prosince každého roku (v den výročí úmrtí Alfreda Nobela) se v osloské radnici koná slavnostní udílení Nobelovy ceny za mír. Při tomto ceremoniálu laureát ceny vystoupí s projevem a přebírá medaili a diplom. Pódium pro laureáta a komisi je vždy postaveno na úplném konci síně. Ceremoniálu se účastní i norská královská rodina a premiér.